# ماريو أوتشوا (ملحن)
ماريو أوتشوا (بالإسبانية: Mario Ochoa)‏ هو ملحن ومنتج أسطوانات ودي جيه كولومبي، ولد في 1982 في ميديلين في كولومبيا.

## وصلات خارجية
- ماريو أوتشوا على موقع ميوزك برينز (الإنجليزية)
- ماريو أوتشوا على موقع ديسكوغز (الإنجليزية)